# Villa Domínguez
Villa Domínguez es un municipio del distrito Bergara del departamento Villaguay en la provincia de Entre Ríos, República Argentina. El municipio comprende la localidad del mismo nombre y un área rural. Fue fundada el 23 de septiembre de 1890, cuando se habilitó la estación de ferrocarril Gobernador Domínguez.
Desde sus comienzos fue el principal centro urbano de la Colonia Clara, la principal colonia judía en Entre Ríos, siendo además sede de una de las más importantes cooperativas agrícolas del país, “Fondo Comunal Sociedad Cooperativa Agrícola Limitada”. 
Se creó además un banco, una fábrica de aceite de lino, elevadores de granos, una biblioteca y el primer hospital israelita de América del Sur. 

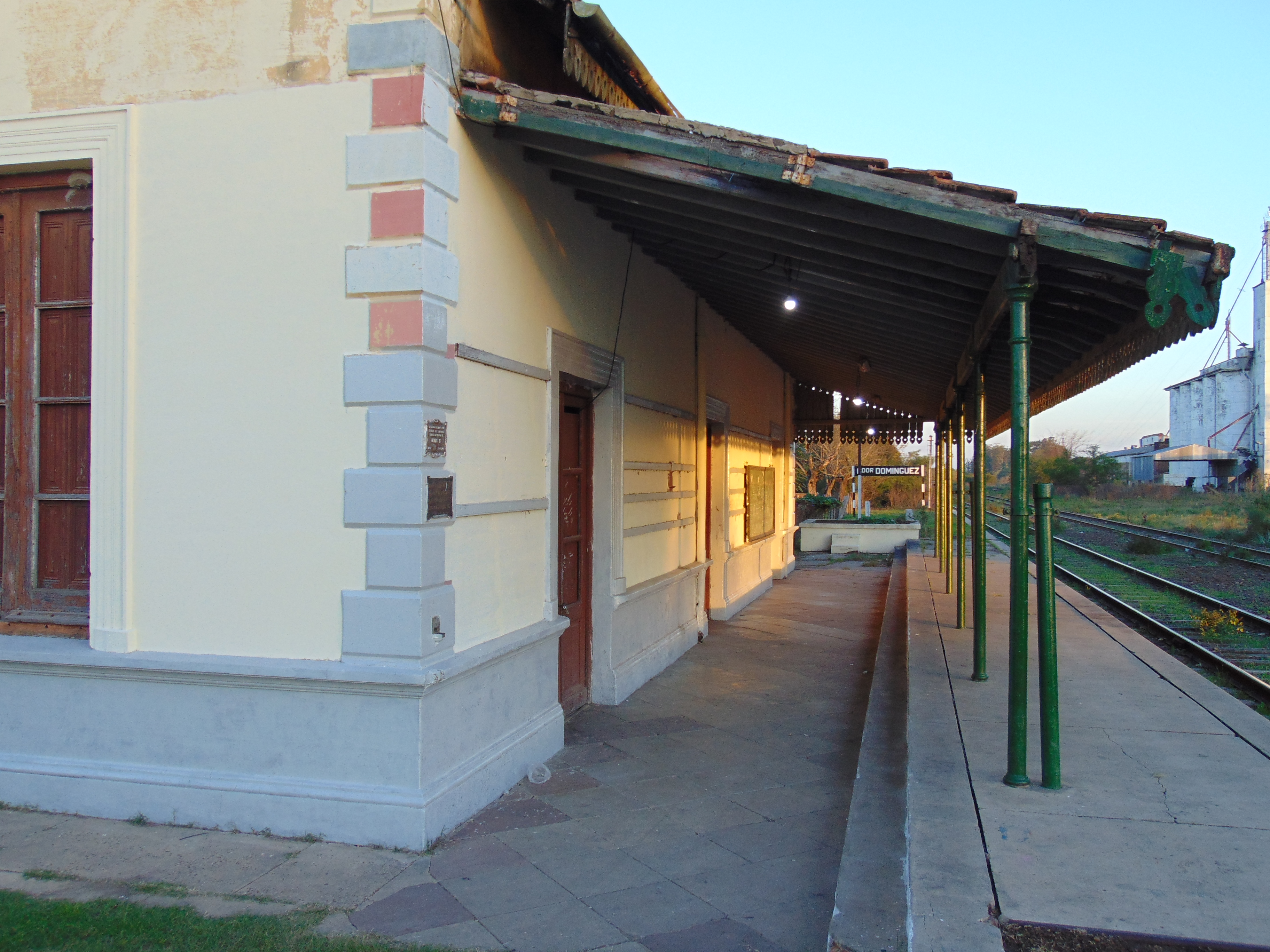
Estación Gobernador Domínguez en mayo de 2018.

Villa Domínguez es un pueblo pequeño y tranquilo que conserva su traza original, en la que las calles, dispuestas en diagonales, parten de una plaza redonda circunvalada por la calle “Dr. Yarcho”, así denominada en memoria del primer médico que llegó a esta localidad en 1892, contratado para las colonias entrerrianas.
Contaba en el 2001 según censo del INDEC con 2748 habitantes. El censo 2010 contó 2000 habitantes en el municipio. Es la ciudad de origen del director técnico José Néstor Pékerman, y del actual diputado nacional y exvicepresidente de Boca Juniors, Carlos Salomón Heller.